# Tepuihyla rimarum
Az Tepuihyla rimarum a kétéltűek (Amphibia) osztályának békák (Anura) rendjébe és a levelibéka-félék (Hylidae) családjába tartozó faj.

## Előfordulása
A faj Venezuela endemikus faja. Természetes élőhelye szubtrópusi vagy trópusi magashegyi bozótosok, folyók, mocsarak, időszakos édesvizű mocsarak, sziklás területek.